# محور وطائي-نخامي-كظري

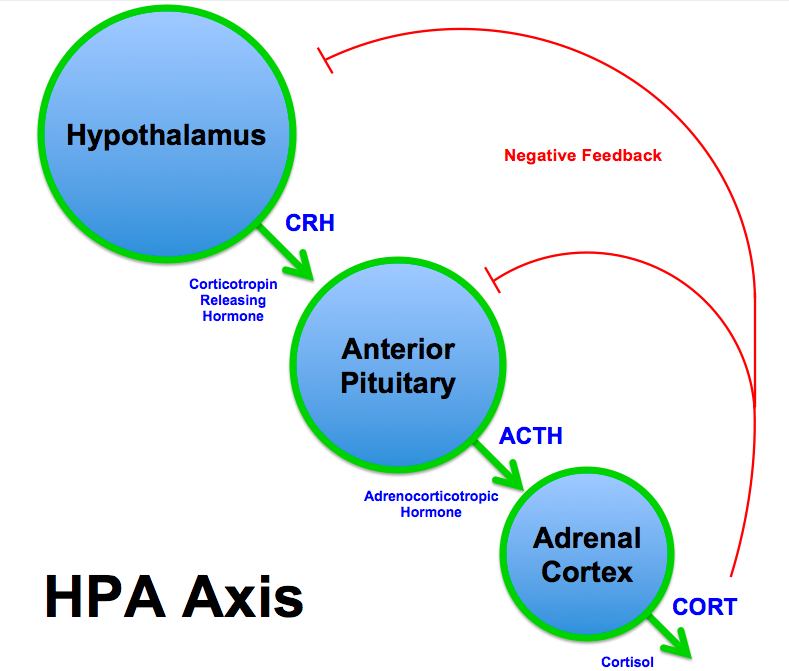
رسم تخطيطي للمحور تحت المهادي-النخامي-الكظري (CRH, الهرمون المطلق لموجهة القشرة; ACTH, الهرمون المنشط لقشرة الكظرية).

المحور الوطائي-النخامي-الكظري (يرمز له اختصاراً HPA) واختصارًا «محور إتش بّي إيه»، مجموعة معقدة من التأثيرات المباشرة وتفاعلات الارتجاع بين ثلاثة مكونات: الوطاء والغدة النخامية (بنية بشكل حبة البازلاء تقع أسفل المهاد) والغدتان الكظريتان (تُسميان أيضًا الغدتين فوق الكليتين، وهما عضوان صغيران مخروطيا الشكل أعلى الكليتين). تشكل هذه الأعضاء وتفاعلاتها المحور الوطائي النخامي الكظري، وهو من الأنظمة العصبية الغدية الصماء الكبرى في الجسم، إذ يتحكم باستجابة الجسم للتوتر وينظم العديد من عملياته بما فيها الهضم والجهاز المناعي والمزاج والعواطف والنشاط الجنسي وتخزين الطاقة وصرفها، وهو الآلية الأساسية في التفاعلات بين الغدد والهرمونات وأجزاء الدماغ المتوسط التي تتواسط حدوث متلازمة التكيف العامة. تنتج الهرمونات الستيرويدية أساسًا في الفقاريات، لكن الدور الوظيفي للمحور الوطائي النخامي الكظري والستيرويدات القشرية مهم جدًا في الاستجابة للتوتر، لذا يمكن إيجاد أنظمة بديلة في غير الفقاريات والعضويات وحيدة الخلية أيضًا.
تشمل الأنظمة العصبية الصمية الرئيسة الأربع في الجسم كلًا من المحور الوطائي النخامي الكظري والمحور الوطائي النخامي الغدي التناسلي والمحور الوطائي النخامي الدرقي والمحور الوطائي النخامي العصبي، وعبرها يؤدي الوطاء والنخامى وظائفهما العصبية الغدية الصمية المباشرة.

## التشريح
تشمل الأجزاء الرئيسة للمحور الوطائي النخامي الكظري ما يلي:
- النوى جانب البطينية للوطاء، التي تحوي العصبونات الغدية العصبية الصماء المنتجة والمحررة للفازوبرسين والهرمون المطلق لموجهة القشرة. ينظم هذان الببتيدان ما يلي:
  - الفص الأمامي للغدة النخامية: يحرض الهرمون المطلق لموجهة القشرة والفازوبرسين إفراز الهرمون الموجه لقشر الكظر (إيه سي تي إتش) المعروف سابقًا بالموجهة القشرية (الكورتيكوتروبين)، وهو بدوره يعمل على:
  - القشرة الكظرية التي تنتج الهرمونات القشرية السكرية (خاصةً الكورتيزول) استجابةً للتحريض بالهرمون الموجه لقشرة الكظر. تؤثر القشريات السكرية بدورها على الوطاء والغدة النخامية (لتثبيط إنتاج الهرمون المطلق لموجهة القشرة والهرمون الموجه لقشر الكظر) ضمن حلقة تلقيم راجع سلبي.

تحت المهاد, والغدة النخامية وقشرة الكظرية.

يتحرر الهرمون المطلق لموجهة القشر والفازوبرسين من النهايات العصبية المفرزة في البرزة المتوسطة. يُنقل الهرمون المطلق لموجهة الكظر إلى النخامى الأمامية عبر نظام أوعية الدوران الدموي البابي ضمن السويقة النخامية، ويُنقل الفازوبرسين عبر المحاور العصبية إلى الغدة النخامية الخلفية. هنا يعمل الهرمون المطلق لموجهة القشر والفازوبرسين تآزريًا على تحريض إفراز الهرمون الموجه لقشر الكظر من خلايا موجهة القشر. يُنقل الهرمون الموجه لقشر الكظر عبر الدم إلى قشر الكظر في الغدة الكظرية حيث يُحرض سريعًا الاصطناع الحيوي للستيرويدات القشرية مثل اصطناع الكورتيزول من الكولسترول.
يُعد الكورتيزول أحد هرمونات الشدة الأساسية، ويؤثر على العديد من النسج في الجسم، ومن ضمنها الدماغ. يعمل الكورتيزول في الدماغ على نمطين من المستقبلات: مستقبلات الهرمونات القشرية المعدنية ومستقبلات الهرمونات القشرية السكرية، وتعبر عن هذه المستقبلات أنماط مختلفة متعددة من العصبونات. يُعد الوطاء أحد الأهداف الأساسية للقشريات السكرية، وهو مركز تحكم أساسي في المحور الوطائي النخامي الكظري.
يُعد الفازوبرسين «هرمونًا حافظًا للماء»، ويُعرف أيضًا «بالهرمون المضاد للإدرار». يتحرر الفازوبرسين في حالات التجفاف، وله تأثير قوي على الكلية في حفظ الماء، وهو مقبض وعائي فعال أيضًا.
هناك بعض حلقات التلقيم الراجع الأساسية لوظيفة المحور الوطائي النخامي الكظري:
- يؤدي الكورتيزول الناتج في قشر الكظر إلى تلقيم راجع سلبي يثبط كلًا من الوطاء والغدة النخامية. يقلل هذا من إفراز الهرمون المطلق لموجه الكظر والفازوبرسين، ويخفف بتأثير مباشر من انشطار البروبيوميلانوكورتين (بّي أو إم سي) إلى الهرمون الموجه لقشر الكظر والإندروفينات من النمط بيتا.
- ينتج لب الكظر الإبينيفرين والنورإبينفرين استجابةً للتحريض الودي والتأثيرات الموضعية للكورتيزول (إنزيمات التنظيم بالزيادة لاصطناع هذين المركبين). يؤدي هذان المركبان إلى تلقيم راجع إيجابي للغدة النخامية وزيادة تحطم البروبيوميلانوكورتين إلى الهرمون الموجه لقشر الكظر والإندروفينات بيتا.

## الوظيفة
يتأثر إطلاق الهرمون المحرر لموجه قشر الكظر من الوطاء بحالة التوتر والنشاط الجسدي والاعتلال المرضي ومستوى الكورتيزول في الدم ودورة النوم/لاستيقاظ (النظم اليوماوي). يرتفع الكورتيزول سريعًا بعد الاستيقاظ لدى الأصحاء، ويبلغ ذروته خلال 30-45 دقيقة، ثم يتراجع تدريجيًا خلال النهار، ليعود للارتفاع في أواخر فترة ما بعد الظهر. تهوي مستويات الكورتيزول في أواخر المساء لتصل إلى أدنى مستوياتها منتصف الليل. يتوافق هذا مع دورة النشاط/الراحة في العضوية. ترتبط دورة الكورتيزول اليوماوية المسطحة بشكل شاذ مع متلازمة التعب المزمن والأرق والاحتراق النفسي المهني.
يملك المحور الوطائي النخامي الكظري دورًا أساسيًا في تنظيم العديد من أنظمة الاستتباب في الجسم، بما فيها الجهاز الأيضي والقلبي الوعائي والمناعي والتكاثري والجهاز العصبي المركزي. يدمج هذا المحور بين التأثيرات الجسدية والنفسية الاجتماعية للسماح للكائن الحي بالتكيف الفعال مع بيئته واستخدام مواردها وتعزيز قدرته على البقاء.
تسهل الاتصالات التشريحية بين مناطق الدماغ مثل لوزة الدماغ وقرن آمون وقشرة فص الجبهة والوطاء تنشيط المحور الوطائي النخامي الكظري. تخضع المعلومات الحسية الواردة عبر الجانب الوحشي من اللوزة الدماغية للمعالجة وتُنقل إلى النوى المركزية للوزة التي توزعها إلى عدة أماكن في دماغية تشارك في الاستجابة للخوف. تنشط النبضات العصبية التي تحمل إشارات الخوف كلًا من الجهاز العصبي الودي وأنظمة تعديل المحور الوطائي النخامي الكظري.
تسبب زيادة إنتاج الكورتيزول خلال الشدة ارتفاع معدل تحرر الجلوكوز لتسهيل عملية الكر والفر، وإضافةً إلى قدرة الكورتيزول على رفع مستويات الجلوكوز المتاحة، يمكن أيضًا أن يثبط العمليات الأيضية في الجهاز المناعي ليزيد من توافره. تملك الهرمونات القشرية السكرية العديد من الوظائف المهمة، منها تعديل الاستجابة لحالات التوتر، لكن فرط مستوياتها قد يسبب الأذى للجسم. يُعتقد أن ضمور قرن آمون في البشر والحيوانات التي واجهت حالات شديدة من التوتر ينتج عن التعرض المطول لتراكيز مرتفعة من الهرمونات القشرية السكرية. قد ينقص هذا القصور في قرن آمون مصادر الذاكرة المتاحة لمساعدة الجسم على إنتاج رد فعل ملائم لحالة الشدة.

## اقرأ أيضاً
- غدة صماء